# Гоплітіс рудий
Гоплітіс рудий (Hoplitis fulva) — вид комах з родини Megachilidae. Один із 7 видів палеарктичного підроду Megalosmia широко поширеного у світі (за винятком Південної Америки та Австралії) роду Hoplitis (налічує 358 видів). Один із 2 видів підроду [також Hoplitis princeps (Morawitz, 1872)] в фауні України. Запилювач бобових рослин.

## Морфологічні ознаки
Тіло чорне, крила затемнені, усі ноги, за винятком тазиків, червоно-жовтого кольору. Джгутики вусиків спереду коричневі. Від інших представників роду у фауні України відрізняється великими розмірами — довжина тіла самиці досягає 18 мм. Налобник самиці з кілем, кліпеус увігнутий. Тіло переважно опушене світло-рудими волосками. Усі тергуми черевця на апікальних краях мають суцільні перев'язки. 1 стернум самця даховидний, другий — з поперечною пластинкою, лопата 7 тергуму з глибокою та широкою виїмкою.

## Поширення
Рідкісний напівпустельно-степовий палеарктичний вид, зустрічається локально, пов'язаний переважно з піщаними ґрунтами. Ареал включає південну, східну й центральну Європу, Кавказ, Туреччину, Сирію, Казахстан, Монголію, Китай.
В Україні зареєстрований у Харківській, Полтавській, Херсонській, Донецькій і Луганській областях.

## Особливості біології
Мешкає в заплавних пісках р. Дніпро, Сіверський Донець та Ворскла. Має одне покоління на рік, літає в червні та липні. Віддає перевагу квіткам Fabaceae. Будує багатокоміркові гроноподібні гнізда в готових порожнинах у ґрунті, комірки виготовляє із пережованих листів. Вид із недостатньо вивченою біологією гніздування.

## Загрози та охорона
Стації мешкання зникають внаслідок зарегулювання русел річок, рекреації, збільшення насаджень штучних лісів на пісках в заплавах річок.
Заходи з охорони не розроблені. Треба провести більш ретельні пошуки місць перебування, оцінку чисельності та стану популяції виду в Україні та створити заказники в місцях його знаходження.